# Cầu Cảng Auckland
Cầu Cảng Auckland là một cây cầu đường cao tốc tám làn qua Cảng Waitematā ở Auckland, New Zealand. Nó gia nhập Vịnh St Marys ở phía thành phố Auckland với Northcote ở phía Bờ Bắc. Nó là một phần của Quốc lộ 1 và Đường cao tốc phía Bắc Auckland. Cây cầu được điều hành bởi Cơ quan Giao thông vận tải New Zealand (New Zealand). Đây là cây cầu đường bộ dài thứ hai ở New Zealand và là cây cầu dài nhất ở Đảo Bắc.
Bốn làn đường bên trong ban đầu, được mở vào năm 1959, được xây dựng bằng kèo hộp. Hai làn đường đã được thêm vào mỗi bên vào năm 1968-1969 là cấu trúc cấu trúc hộp chỉnh hình và được đúc hẫng khỏi các trụ ban đầu. Cây cầu dài 1.020 m, với nhịp chính 243,8 mét, cao 43,27 mét trên mặt nước cao, cho phép tàu tiếp cận bến nước sâu tại Nhà máy đường Chelsea, một trong số ít cầu cảng như vậy ở phía tây cây cầu, cảng Te Atatū đề xuất chưa được xây dựng.
Mặc dù thường được coi là một biểu tượng của Auckland, những lời chỉ trích đã bao gồm những lời phàn nàn rằng nó bắt chước Cầu Cảng Sydney theo kiểu sao chép. Nhiều người coi việc xây dựng cây cầu mà không cần đi bộ, đi xe đạp và các cơ sở đường sắt là một sự giám sát lớn. Tuy nhiên, vào năm 2016, "SkyPath", một cấu trúc bổ trợ cung cấp một lộ trình đi bộ, đã nhận được sự chấp thuận tài trợ của Hội đồng và sự đồng ý lập kế hoạch.
Khoảng 170.000 phương tiện qua cầu mỗi ngày (tính đến năm 2019), bao gồm hơn 1.000 xe buýt, chở 38% tổng số người qua lại trong giờ cao điểm buổi sáng.